# Gソニック
『Gソニック』（ジーソニック）は、1996年12月13日にセガ・エンタープライゼスから発売されたゲームギア用アクションゲームである。
海外では「Sonic Blast(ソニックブラスト)」の名前で発売された。
ゲームギア最後のゲームソフトであり、本作の発売後にセガは日本の携帯型ゲームから撤退した。
セガが発売する新たな携帯型ゲーム作品は、4年3か月後のゲームボーイアドバンス版『チューチューロケット!』まで空白期間が空くこととなる。
『ソニックアドベンチャーDX』（ニンテンドー ゲームキューブ）や『ソニック メガコレクションプラス』（PlayStation 2、Xbox）に収録されたほか、ニンテンドー3DSのバーチャルコンソールソフトとして2012年4月18日から配信開始されていたが、こちらはニンテンドー3DS向けのニンテンドーeショップのサービスが終了したことに伴い、配信を終了した。

## 概要
ソニック、またはナックルズを操作する。
本作は従来のドット絵とは異なり、プリレンダリングで描かれた独特の「CGテイスト」のグラフィックを用いている。

## ストーリー
平和の島、サウスアイランド。ある日、この島で暮らすソニックがヤシの木のハンモックにゆられてのんびり昼寝を楽しんでいたところ、突然手元に置いてあったカオスエメラルドがまばゆい光を放ち、ついには甲高い音とともに砕けて5つの宝石に姿を変え、どこか遠くへと飛び散ってしまった。

茫然とするソニックの前にドクター・エッグマンが現れる。彼は「ソニックを狙ったビームがカオスエメラルドに当たってしまったが思わぬ拾い物をした」と言い、続けてカオスエメラルドがなくなったサウスアイランドに、「シルバーキャッスル」なる大要塞を建造することを高らかに宣言した。

「カオスエメラルドと聞いたら、黙ってはいられない」と騒ぎを聞き、駆けつけたナックルズと共にカオスエメラルドを取り戻し、ドクター・エッグマンの野望を打ち砕くための大冒険が始まった。

## ゲーム内容

### アイテム
マーカー
ミスした際、マーカーを手に入れた所から再開できる。
10リング
リングが10枚増える。
ソニック1UP(ナックルズ1UP)
残り人数が1人増える。絵柄は操作しているキャラに合わせている。
バリア
1回だけダメージを守ってくれる。
無敵
光のバリアが身を包み、一定時間、無敵となる。
???
壊すまでどのアイテムが出るか分からない。ドクター・エッグマンが描かれたハズレも存在する。
スピードブーツ
一定時間、ソニックまたはナックルズの移動速度が速くなる。

### ボーナスプレート
各ゾーンのアクト1とアクト2の最後にある「ボーナスプレート」に触れると、絵が表示される。絵の内容によってボーナスが変わる。
ソニックプレート or ナックルズプレート
操作しているキャラと同じ絵柄の場合は残り人数が1人増える。違う場合はリングが30枚増える。
エメラルドプレート
取るとコンティニューが1回増え、ゲームオーバー時に取得回数に限りコンティニューが可能になる。
スーパーソニックプレート
ソニック、ナックルズいずれの場合でも残り人数が1人増えるほか、リングが30枚増える。
10リングプレート
アイテムの「10リング」と同じく、リングが10枚増える。
エッグマンプレート
ハズレ。何のボーナスも得られない。
裏向き
もう一度ボーナスプレートを回せる。

### ステージ
ステージは通常コースのアクト2つと、ボス戦を行なうアクト1つの計3つのアクトによって構成されている。
ZONE1 GREEN HILL ZONE（グリーンヒルゾーン）
豊かな海と緑に囲まれた丘のゾーン。
ZONE2 YELLOW DESERT ZONE (イエローデザートゾーン)
全てが砂に覆われた砂漠のゾーン。動く流砂やトゲのトラップなど、ゾーン1より難易度が上がる。後半のアクトでは古代遺跡が舞台となる。
ZONE3 RED VOLCANO ZONE (レッドボルケーノゾーン)
灼熱の溶岩が流れる洞窟のゾーン。足場が狭いため要注意。エレベーターやポンプといった仕掛けも登場する。
ZONE4 BLUE MARINE ZONE (ブルーマリンゾーン)
迷路のようにパイプが入り組んだ水中のステージ。長い時間潜っていると息ができなくなるため、水中の大きな泡などでの息継ぎを要する。水流が強い場所もあり、流されると身動きが取れなくなってしまう。
ZONE5 SILVER CASTLE ZONE (シルバーキャッスルゾーン)
ドクター・エッグマンの造った電子要塞シルバーキャッスルが舞台の最終ゾーン。ワープできる装置があり、ワープ先を確かめながら進める必要がある。

### スペシャルステージ
各ゾーンのアクト1とアクト2には「スペシャルリング」が隠されており、それに触れることで「スペシャルステージ」へ進むことができる。
スペシャルステージでは3D視点となり、流れてくるリングを左右の移動やジャンプを用いて50枚以上集める必要がある。これを達成すると、アクト1のスペシャルステージでは1UPなどのアイテムが手に入り、アクト2ではカオスエメラルドのかけらを獲得できる。

## 登場キャラクター
ソニック・ザ・ヘッジホッグ
毎度おなじみ世界最速のハリネズミであり、サウスアイランドのヒーロー。今回もカオスエメラルドをめぐって、ドクター・エッグマンと対決する。今作のソニックはいつものスピンダッシュやダッシュに加え、ジャンプ中にもう一度ジャンプボタンを押すことで二段ジャンプができる。
ナックルズ・ザ・エキドゥナ
ソニックのライバルである空飛ぶハリモグラ。カオスエメラルドの危機を知って現れた。ゲームギアのアクションゲーム作品で初めてプレイヤーキャラになった。他作品同様滑空や壁登りができる。
ドクター・エッグマン
悪の天才科学者。ソニック達の住むサウスアイランドに大要塞「シルバーキャッスル」を造ろうと目論む。

## ボス
今作のほとんどのボスは、エッグマンの乗っているコックピットのガラス部分に攻撃しないとダメージを与えられない。
グリーンヒルゾーンのボス
上部に大きなプロペラが付いたエッグモービル。機体に取り付けられたブーメランを発射して攻撃してくる。
イエローデザートゾーンのボス
西遊記の孫悟空のような見た目のボス。持っている矛を使って攻撃してくる。
レッドボルケーノゾーンのボス
空中での戦いで、画面外で大きくジャンプした後に岩をキャラクターに向かって飛ばす。足場がキャラクターの動きに合わせて動くため、落ちる心配はない。
ブルーマリンゾーンのボス
水中での戦いで、キャラクターのいる方向に矢を放つ。この矢が地面に当たると泡が出てくるため、これを利用して息継ぎをする。
シルバーキャッスルゾーンのボス
最終ボス。本体を直接攻撃することができないため、回転する足場を利用して鏡を動かしてボスが発射してくるレーザーを跳ね返して攻撃する。たまにフェイントをかけてくる。
真の最終ボス（名称不明）
カオスエメラルドのかけらを5つ全て集めてシルバーキャッスルゾーンのボスを倒すことで戦えるボス。上部にドリルが生えていて、モニターには笑っているエッグマンの顔が映っている。
分割したボスの下半分に乗ることにより、モニターに上向きの矢印が表示されるので、ドリルを避けて上半分の上部に攻撃する。ソニックだと二段ジャンプができるので攻撃しやすい。ダメージを与えると、4つのエネルギー弾を発射してくる。また、残り体力が半分になると、下半分も動き出す。